# Strzelce Wielkie
Strzelce Wielkie è un comune rurale polacco del distretto di Pajęczno, nel voivodato di Łódź.
Ricopre una superficie di 77,66 km² e nel 2004 contava 4 927 abitanti.